# Alexis Tramoni
Pour les articles homonymes, voir Tramoni.
Alexis Tramoni, né le 27 avril 1995 à Paris, est un humoriste français.

## Biographie
Né d'une mère juriste, son père décède lorsqu'il est en classe de terminale. Après son baccalauréat, Alexis Tramoni étudie brièvement en économie-gestion à l'université Panthéon-Sorbonne, avant d'intégrer le Cours Florent où il reste trois ans,.
À partir de 2019, il entame une carrière d'humoriste ; Alexis Tramoni cite Jim Jefferies, Louis C.K., Ricky Gervais et la série d'animation South Park parmi ses influences. Son premier spectacle Alexis Tramoni est infréquentable est joué à La Petite Loge. 
En août 2023, il tient une chronique dans La Bande originale présentée par Nagui et Leïla Kaddour-Boudadi sur France Inter.
En 2023, il se produit notamment au théâtre des Mathurins, au théâtre du Point-Virgule, au Palais des glaces et en tournée dans toute la France,,. Son troisième spectacle Le Meilleur et Le Pire, est joué à partir de 2025.

## One-man-show
- 2021 : Alexis Tramoni est infréquentable
- 2025 : Alexis Tramoni - Le Meilleur et Le Pire